# Angel Antonio Franco Gutiez
Ángel Antonio Franco Gutiez ( Almanza, provincia de León, 9 de diciembre de 1945 ) es un político alicantino de origen leonés. Ha sido senador de 1982 a 2003.

## Trayectoria
Licenciado en Filosofía y Letras por la Universidad de Madrid en 1973, fue profesor de Instituto. Fue secretario general de UGT de la provincia de Alicante (1977-1988) y Secretario de Política Económica del PSPV-PSOE desde 1990. Fue diputado por la provincia de Alicante por este partido en las elecciones generales españolas de 1979  y senador por la misma provincia en las elecciones generales españolas de 1982, 1986, 1989, 1993, 1996, 2000 y 2008. 
Considerado cercano a las tesis de Joan Lerma y Blasco, en la Huelga general española de 1988 se posicionó a favor del PSOE contra las tesis de UGT. En las elecciones municipales españolas de 2003 fue elegido concejal del ayuntamiento de Alicante. En septiembre de 2004 dimitió como secretario general del PSPV de Alicante, cargo que desempeñaba desde 1996.  Debido a la mención de su nombre a unos informes del caso Rabassa, publicados en medios locales, en 2014 pidió la baja en el PSPV-PSOE.
En 2016 se reincorporó a la participación en el partido cuando se archivó el caso y se abrió en Alicante otro panorama mediático y político.  En 2017 abrazó la candidatura de Ximo Puig en la Secretaría General del PSPV. Se ha mantenido dentro de la agrupación socialista de Alicante ciudad desde entonces siendo uno de los dirigentes en de la organización. Volviendo a ser candidato al senado en las elecciones de 2023. 